# 1932 en Saskatchewan
Chronologie de la Saskatchewan
- 1928
- 1929
- 1930
- 1931
- 1932
- 1933
- 1934
- 1935
- 1936

Cette page concerne des événements d'actualité qui se sont produits durant l'année 1932 dans la province canadienne de la Saskatchewan.

## Politique
- Premier ministre : James T.M. Anderson
- Chef de l'Opposition :
- Lieutenant-gouverneur : Hugh Edwin Munroe
- Législature :

## Naissances

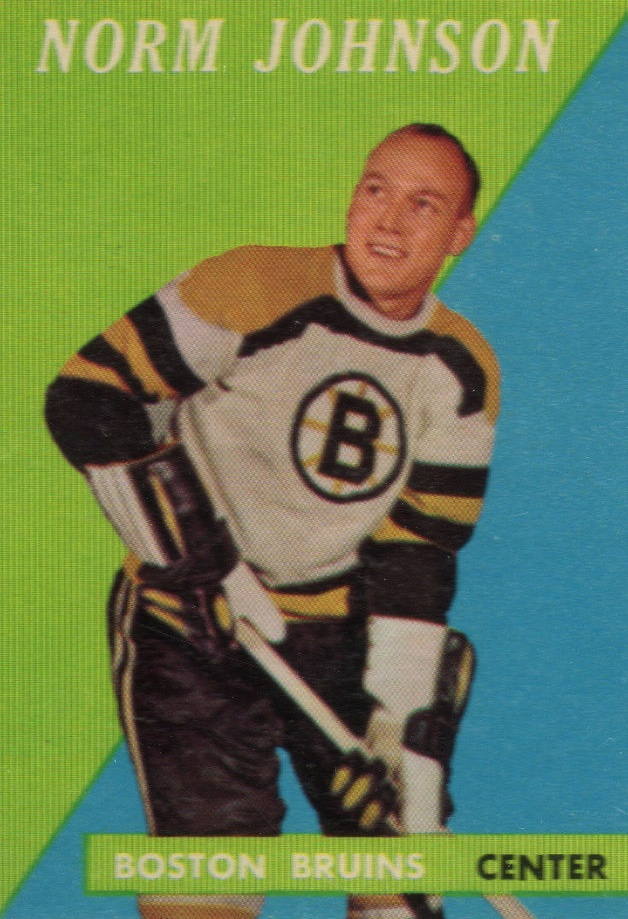
Norm Johnson

- 24 février : John Vernon est un acteur et producteur canadien né à Zehner et mort le 1er février 2005 à Los Angeles (Californie).

- 27 avril : James (Jim) Penton est un professeur émérite d'Histoire de l'université de Lethbridge dans l'Alberta, né en Saskatchewan.

- 15 juillet : Ed Litzenberger, né à Neudorf et mort le 1er novembre 2010[1], est un joueur professionnel canadien de hockey sur glace qui évoluait au poste d'ailier droit ou de centre[2].

- 27 novembre : Norm Johnson (né à Moose Jaw) est un joueur professionnel de hockey sur glace qui évoluait au poste de centre.

- 26 décembre : Allen Rae (né à Weyburn) est un ancien arbitre de basket-ball canadien.